# Persone di nome Pietro/Nobili
| Questa pagina contiene informazioni ricavate automaticamente dalle voci biografiche con l'ausilio del template Bio e di un bot. L'aggiornamento è periodico e automatico e ricostruisce completamente la pagina. Se manca una persona in questa lista, sei pregato di non aggiungerla, ma accertati piuttosto che la sua voce biografica contenga il template Bio e che i dati anagrafici siano correttamente compilati. Se il template Bio manca, inseriscilo tu stesso o, in alternativa, metti l'avviso {{tmp\|Bio}} che ne segnala la mancanza. Se i dati riportati sono sbagliati, correggi direttamente la voce biografica; le modifiche saranno visibili in questa lista entro pochi giorni. Per chiarimenti vedi il progetto antroponimi. La lista contiene solo le 77 persone che sono citate nell'enciclopedia e per le quali è stato implementato correttamente il template Bio. Pagina aggiornata al 22 lug 2025. |

Questa è una lista di persone presenti nell'enciclopedia che hanno il nome Pietro e sono nobili.

## A(4)
- Pietro d'Acquarone, nobile, politico e militare italiano (Genova, n. 1890 - Sanremo, † 1948)
- Pietro III Alighieri, nobile e politico italiano (Verona, n. 1425 - Verona)
- Pietro IV Alighieri, nobile e politico italiano (Verona, n. 1494 - Verona, † 1546)
- Pietro Paolo Arrigoni, nobile e politico italiano (Cremona - Milano, † 1565)

## B(4)
- Paolo Beccadelli di Bologna, nobile e politico italiano (Napoli, n. 1852 - Roma, † 1918)
- Pietro da Celano, nobile italiano († 1212)
- Pietro Gregorio Ottoboni Boncompagni Ludovisi, nobile italiano (Sora, n. 1709 - Roma, † 1747)
- Pietro I di Borbone, nobile francese (n. 1311 - Poitiers, † 1356)

## C(6)
- Pietro Lalle Camponeschi, nobile e condottiero italiano (L'Aquila, † 1490)
- Pietro II Cardona, nobile, politico e militare italiano (Milano, † 1522)
- Pietro I Cardona, nobile, militare e diplomatico italiano (Sicilia - † 1450)
- Pietro IV Celestri, nobile italiano (Licata, n. 1581 - Palermo, † 1616)
- Pietro Cesarini, nobile italiano (Roma - Candia, † 1647)
- Pietro Colonna, nobile e politico italiano

## D(18)
- Pietro di Borbone-La Marche, nobile francese (n. 1342 - Lione, † 1362)
- Pietro D'Ayala Valva, nobile e politico italiano (Taranto, n. 1848 - Taranto, † 1923)
- Pietro Deljan, nobile bulgaro (Costantinopoli, † 1041)
- Pietro Aleksandrovič di Oldenburg, nobile (San Pietroburgo, n. 1868 - Antibes, † 1924)
- Pietro IV di Ribagorza, nobile spagnolo (Barcellona, n. 1305 - Pisa, † 1381)
- Pietro Ferdinando d'Asburgo-Lorena, nobile e militare austriaco (Salisburgo, n. 1874 - Sankt Gilgen, † 1948)
- Pietro Raimondo I di Pallars Jussà, nobile spagnolo
- Pietro d'Ayerbe, nobile, politico e militare spagnolo (n. 1257 - † 1318)
- Pietro Gerardo d'Armagnac, nobile francese
- Pietro de Luna, nobile, politico e militare italiano (Caltabellotta - Caltabellotta, † 1575)
- Pietro de' Medici, nobile, generale e politico italiano (Firenze, n. 1554 - Madrid, † 1604)
- Pier Maria I de' Rossi, nobile italiano (Parma, n. 1374 - Venezia, † 1438)
- Pietro I di Bretagna, nobile francese (Dreux, n. 1191 - Mar Mediterraneo, † 1250)
- Giovanni VI di Bretagna, nobile francese (Vannes, n. 1389 - Nantes, † 1442)
- Pietro II di Bretagna, nobile francese (n. 1418 - Nantes, † 1457)
- Pietro di Moncada, nobile e vescovo cattolico italiano († 1336)
- Pietro di Narbona, nobile e vescovo cattolico francese († 1347)
- Pietro di Xèrica, nobile spagnolo (Andalusia, † 1362)

## F(1)
- Pietro Farnese, nobile italiano (Piacenza, n. 1639 - Parma, † 1677)

## G(5)
- Pietro Caetani, nobile italiano († 1459)
- Pietro Gambacorti, nobile italiano (Pisa, n. 1319 - Pisa, † 1392)
- Pietro Gaveston, nobile francese (Warwick, † 1312)
- Pietro Gay di Quarti, nobile italiano (Torino, n. 1768 - Torino, † 1842)
- Pietro Guadagni Torrigiani, nobile italiano (Firenze, n. 1773 - † 1848)

## L(4)
- Pietro Lanza di Trabia, nobile e politico italiano (Firenze, n. 1862 - Palermo, † 1929)
- Pietro Lanza di Scalea, nobile e politico italiano (Palermo, n. 1863 - Roma, † 1938)
- Pietro Lanza di Scordia e Butera, nobile, politico e storico italiano (Palermo, n. 1807 - Parigi, † 1855)
- Pietro Lodron, nobile italiano († 1485)

## M(6)
- Pietro Manzoni, nobile italiano (Caleotto di Lecco, n. 1736 - Milano, † 1807)
- Pietro Luigi Manzoni, nobile italiano (Milano, n. 1813 - Milano, † 1873)
- Pietro Antonio Mattei, nobile, imprenditore e politico italiano (Roma - Roma, † 1528)
- Pietro I Moncada di Paternò, nobile e politico italiano (Napoli, n. 1789 - Palermo, † 1861)
- Pietro II Moncada di Paternò, nobile e imprenditore italiano (Palermo, n. 1862 - Palermo, † 1920)
- Pietro del Monte, nobile italiano (Monte San Savino - La Valletta, † 1572)

## O(2)
- Pietro Paolo della Sassetta, nobile, condottiero e politico italiano († 1508)
- Pietro Giampaolo Orsini, nobile e condottiero italiano (Monte San Savino, † 1443)

## P(19)
- Pietro I di Lussemburgo-Saint Pol, nobile francese (n. 1390 - Rambures, † 1433)
- Pietro di Trani, nobile italiano
- Pietro d'Amboise, nobile francese (Tours, n. 1408 - Meillant, † 1473)
- Pietro II di Rohan Gié, nobile francese (Pavia, † 1525)
- Pietro I d'Alençon, nobile francese (Château-Pèlerin, n. 1251 - Salerno, † 1284)
- Pietro II di Lussemburgo-Saint-Pol, nobile francese (Aube, n. 1448 - Enghien, † 1482)
- Pietro Augusto di Schleswig-Holstein-Sonderburg-Beck, nobile tedesco (Königsberg, n. 1697 - Riga, † 1775)
- Pietro Carlo di Borbone-Spagna, nobile spagnolo (Aranjuez, n. 1786 - Boa Vista, † 1812)
- Pietro di Borbone-Busset, nobile francese (n. 1464 - † 1530)
- Pietro di Borbone-Spagna, nobile spagnolo (Madrid, n. 1862 - Parigi, † 1892)
- Pietro I di Courtenay, nobile francese (Reims - Acri, † 1183)
- Pietro I di Foix, nobile francese
- Pietro dei Romani, nobile e politico italiano
- Pietro di Marsan, nobile franco († 1163)
- Pietro di Ginevra, nobile (Parigi, † 1392)
- Pietro, nobile bulgaro
- Pietro, nobile ungherese
- Pietro II di Urgell, nobile (n. 1340 - Balaguer, † 1408)
- Pietro Pisani, nobile italiano (Palermo, n. 1761 - Palermo, † 1837)

## S(3)
- Pietro di Sanclemente, nobile e militare spagnolo (Barcellona - Salemi)
- Pietro Antonio Sanseverino, nobile italiano (Parigi, † 1559)
- Pietro Spaur, nobile austriaco (n. 1345 - † 1424)

## T(1)
- Pietro Tomasi della Torretta, nobile, diplomatico e politico italiano (Palermo, n. 1873 - Roma, † 1962)

## U(2)
- Pietro Ugo delle Favare, nobile e politico italiano (Palermo, n. 1827 - Palermo, † 1898)
- Pietro Ugo, marchese delle Favare, nobile, militare e politico italiano (Palermo, n. 1780 - Palermo, † 1847)

## V(2)
- Pietro Valguarnera, nobile, militare e politico italiano (n. 1694 - Palermo, † 1779)
- Pietro Verri, nobile, filosofo e economista italiano (Milano, n. 1728 - Milano, † 1797)